# Alisotrichia aquaecadentis
Alisotrichia aquaecadentis är en nattsländeart som beskrevs av Lazar Botosaneanu 1991. Alisotrichia aquaecadentis ingår i släktet Alisotrichia och familjen smånattsländor. Inga underarter finns listade i Catalogue of Life.